# Локотенент-командор Стихи Эуген (канонерская лодка)
Friponne, NMS Locotenent-Comandor Stihi Eugen, Ахтуба, D61 — французский, румынский и советский артиллерийский корабль (канонерская лодка), активный участник Второй мировой войны на черноморском театре боевых действий.

## История строительства
Во время Первой мировой войны французский флот получил серию артиллерийских кораблей: однотипные Bouffonne (1916), Chiffonne (1917), Friponne (1916), Mignonne, а также Diligente (1916), Engageante (1916), Impatiente (1916),  Surveillante (1917). Это были небольшие (350—450 тонн) небронированные корабли с двумя 3,9" (100-мм) орудиями.
Часть из них в 1920 году была передана Королевскому флоту Румынии: Chiffonne получил название Locotenent Lepri Remus, Impatiente — Sublocotenent Ghiculescu Ion (по другим данным, Impatiente получил название Căpitan Dumitrescu, Mignonne - Sublocotenent Ghiculescu Ion), Friponne же стал называться Locotenent-Comandor Stihi Eugen. В румынском флоте эти корабли отнесли к классу «артиллерийские минные заградители» (румынск. Canoniere-Dragoare).

## Боевой путь
С момента нападения Румынии на СССР 22 июня 1941 года Locotenent-Comandor Stihi Eugen принимал участие в минных постановках, а также активно привлекался к проводке конвоев.
4 августа 1942 года конвой из 9 судов, в сопровождении которого участвовал Locotenent-Comandor Stihi Eugen, был атакован группой в количестве 21-го советского бомбардировщика. 2 самолёта из атаковавших были сбиты, конвой вернулся в Констанцу.
8 августа 1942 года Locotenent-Comandor Stihi Eugen тоже сопровождал конвой, который был безуспешно атакован 9-ю советскими бомбардировщиками.
1 октября 1942 года конвой в составе болгарского и немецкого пароходов был атакован подводной лодкой, предположительно  М-118. В результате атаки был потоплен транспорт «Зальцбург» с двумя тысячами человек советских военнопленных и хиви на борту. Считается, что сразу после этого лодка была обнаружена и потоплена группой кораблей, в которую входил и Locotenent-Comandor Stihi Eugen.
7 июля 1943 года конвой, который сопровождал Locotenent-Comandor Stihi Eugen, недалеко от Евпатории был атакован подводной лодкой Щ-201, безрезультатно выпустившей 6 торпед.
Перед освобождением Крыма Советской армией на румынский флот легла основная тяжесть по эвакуации румынских, немецких и словацких войск, а также хиви и советских военнопленных из захваченного в 1942 году Севастополя. В апреле-мае 1944 года Locotenent-Comandor Stihi Eugen принимал участие в охране нескольких конвоев.
По итогам операции по эвакуации войск из Крыма в числе некоторых других морских офицеров и военачальников 3 октября 1944 года командир минно-артиллерийского корабля Locotenent-Comandor Stihi Eugen лейтенант-командор Иоан Ифтимеску (Ioan Iftimescu) был награждён орденом Mihai Viteazul III-й степени (№ DR 1768).

## В СоветскомВМФ
После капитуляции королевской Румынии Locotenent-Comandor Stihi Eugen 14 сентября 1944 года был реквизирован Советским Союзом и зачислен в состав Черноморского флота под названием «Ахтуба». Однако уже 12 октября 1945 года корабль был возвращён Румынии, и вошёл в состав румынских ВМС под названием Eugen Stihi. В дальнейшем был переименован в D61 и продолжал службу до 1960 года.